# Індустріальний район (Дніпро)
Індустріальний район — адміністративний район міста Дніпро у центрі лівобережжя міста.
Утворений 23 травня 1969 року виділенням східної частини Амур-Нижньодніпровського району. 1977 року від району від'єднали Вузол і поселення Шевченко, які передали у новостворений Самарський район.

## Населення

### Мовний склад
Рідна мова населення за даними перепису 2001 року:
| Мова       | Чисельність, осіб | Доля     |
| ---------- | ----------------- | -------- |
| Українська | 56 531            | 42,05 %  |
| Російська  | 76 892            | 57,20 %  |
| Інше       | 1 002             | 0,75 %   |
| Разом      | 134 425           | 100,00 % |

## Райони
Калинівський (до 2016 року - Нове Клочко), Лівобережний - 3,  Кучугури, Самарівка, Олександрівка, Золоті Ключі.

## Головні вулиці
- Слобожанський проспект
- проспект Миру
- Калинова вулиця
- проспект Петра Калнишевського

## Видатні будівлі
Парк Сагайдак (на Мануйлівці).

## Підприємства
- ВАТ «Нижньодніпровський трубопрокатний завод» — належить групі Інтерпайп,
- ВАТ «Дніпрометиз»,
- ВАТ акціонерна компанія Комбінат «Придніпровський»,
- АТЗТ «Завод залізобетонних виробів і конструкцій»,
- колективне підприємство «Дніпромеблі»,
- ЗАТ Швейно-торговельна фірма «Дніпро»,
- підприємства харчової промисловості та інші.